# 庄司まり
庄司 まり（しょうじ まり、1980年5月14日 - ）は、日本の女優、声優。宮城県出身。劇団民藝所属。

## 来歴
2005年、劇団民藝に入団。

## 出演作品

### 舞台
- 橋からの眺め (2006年)
- 選択 一ヶ瀬典子の場合 (2008年)
- 浅草物語 (2008年)
- 海鳴り (2008年)
- 海霧 (2008年)
- 神戸北ホテル (2009年)
- 巨匠 (2010年)
- 喜劇 ファッションショー (2011年)
- ヒトジチ (2015年)
- 卵の中の白雪姫 （劇団民藝稽古場公演）(2015年)
- 坂道と夏の日 （劇団民藝稽古場公演）（2016年）
- どん底―1947・東京― (2021年)

### 吹き替え[1]
- ナチ・ハンターズ - 大佐〈レナ・オリン〉
- ソーイング・ビー シリーズ - メイ・マーティン
- Creed II
- Dynasty（英語版）
- アーリーマン 〜ダグと仲間のキックオフ!〜
- HUMANS
- 不滅の恋人
- オクニョ 運命の女
- PAWN STARS
- BS世界のドキュメンタリー
  - 『ナチスのファースト・レディー』
  - 『ヒトラーの子どもたち』
  - 『人民と独裁者の夢宮殿』
- BITTEN
- THIS IS US/ディス・イズ・アス
- NCIS: ニューオーリンズ
- GIRLS/ガールズ
- SECRET CITY
- シリコンバレー
- INCORPORATED
- THE BLACKLIST/ブラックリスト
- パディントン2 - フェリシティ・ファンショー〈ジョアンナ・ラムレイ〉
- BLACK EARTHRISING
- MR. MERCEDES
- VIOLET
- SUCCESSION
- the good fight
- VOLTRON
- THE DEUCE
- GOTHAM/ゴッサム
- ガンパウダー・ミルクシェイク - アナ・メイ〈アンジェラ・バセット〉[2]
- デイナの恐竜図鑑 シーズン1 - シーズン2  [3]
- パディントン 消えた黄金郷の秘密[4]

### ゲーム
- アカツキランド
- Ghost of Tsushima（卯麦御前、壱与）